# Crônica de Radzivill

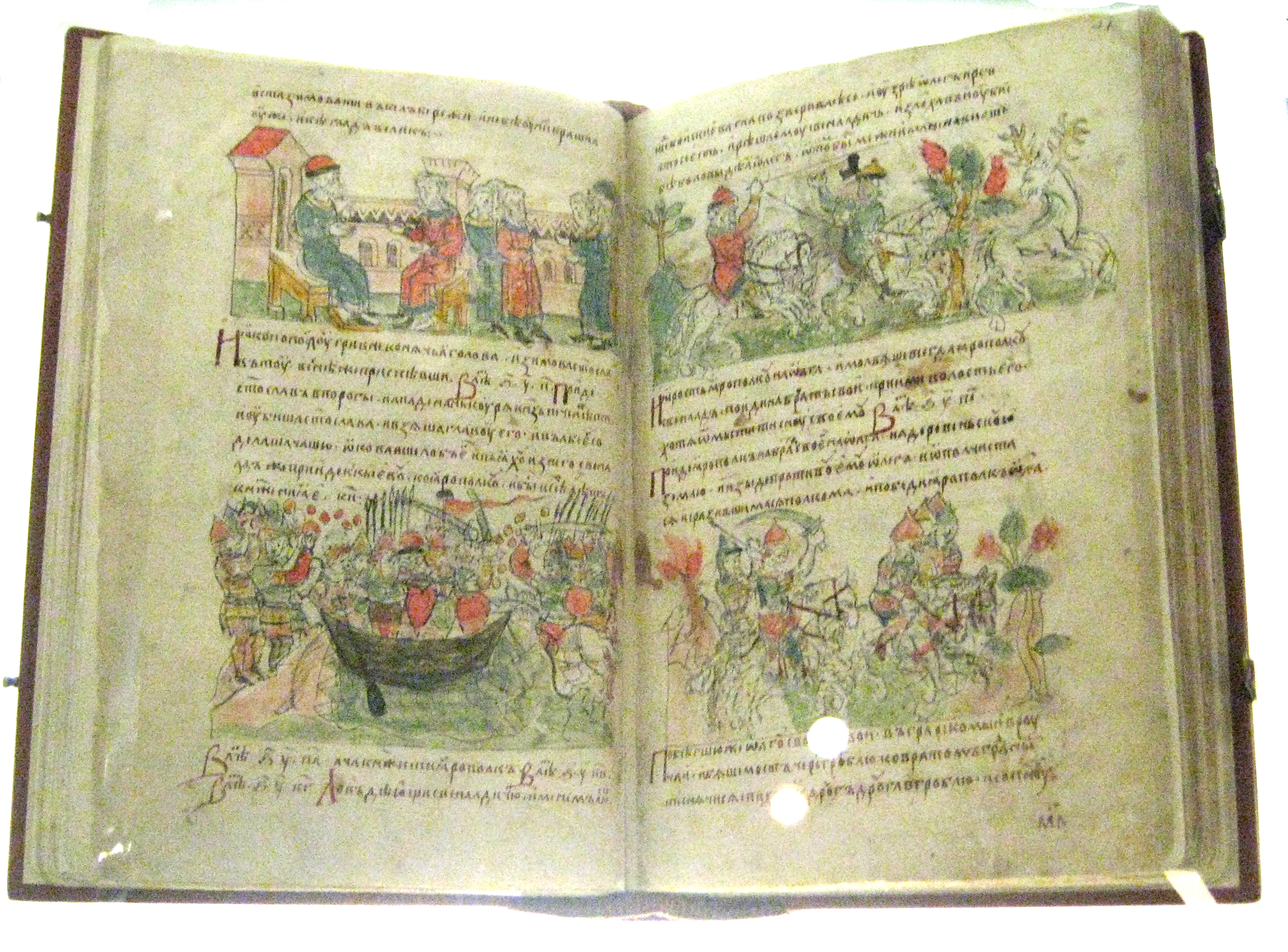
Crônica de Radzivill

Crônica de Radzivill, também referida como Crônica de Radziwiłł e Crônica de Conisberga, é um dos manuscritos em antigo eslavo oriental da biblioteca da Academia Russa de Ciências em São Petersburgo. Trata-se de cópia do século XV de um original do século XIII. Seu nome deriva dos príncipes Radzivill, do Grão Ducado da Lituânia (posteriormente a Comunidade Polaco-Lituana), que os guardavam no Castelo de Nesvizh (Nieśwież) nos séculos XVII e XVIII.
Esta obra monumental conta a história da Rússia de Quieve e de seus vizinhos do século V até o início do XIII de forma pictorial, representando eventos descritos no manuscrito com mais 600 ilustrações coloridas. Entre os manuscritos eslavos orientais, o a Crônica de Radzivill se distingue pela riqueza e pela quantidade de ilustrações.

## Galeria

Imagens da Crônica
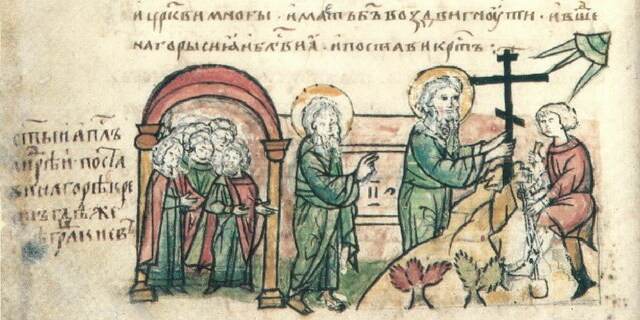
Santo André erguendo uma cruz onde seria fundada Quieve, uma profecia à fundação da Rússia de Quieve.
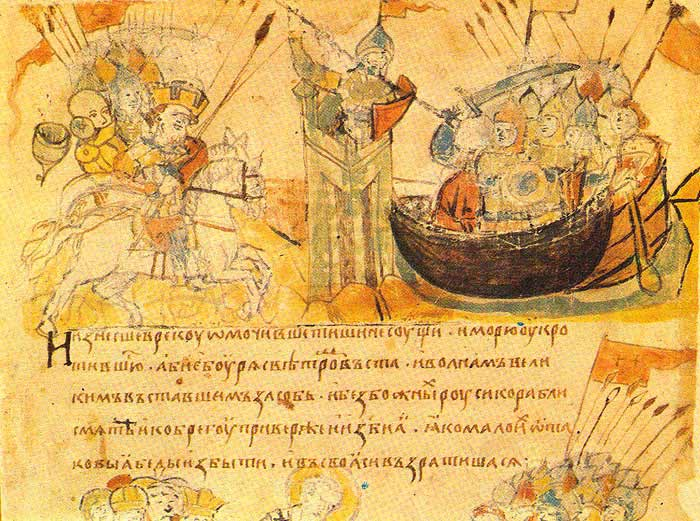
Cerco de Constantinopla em 860
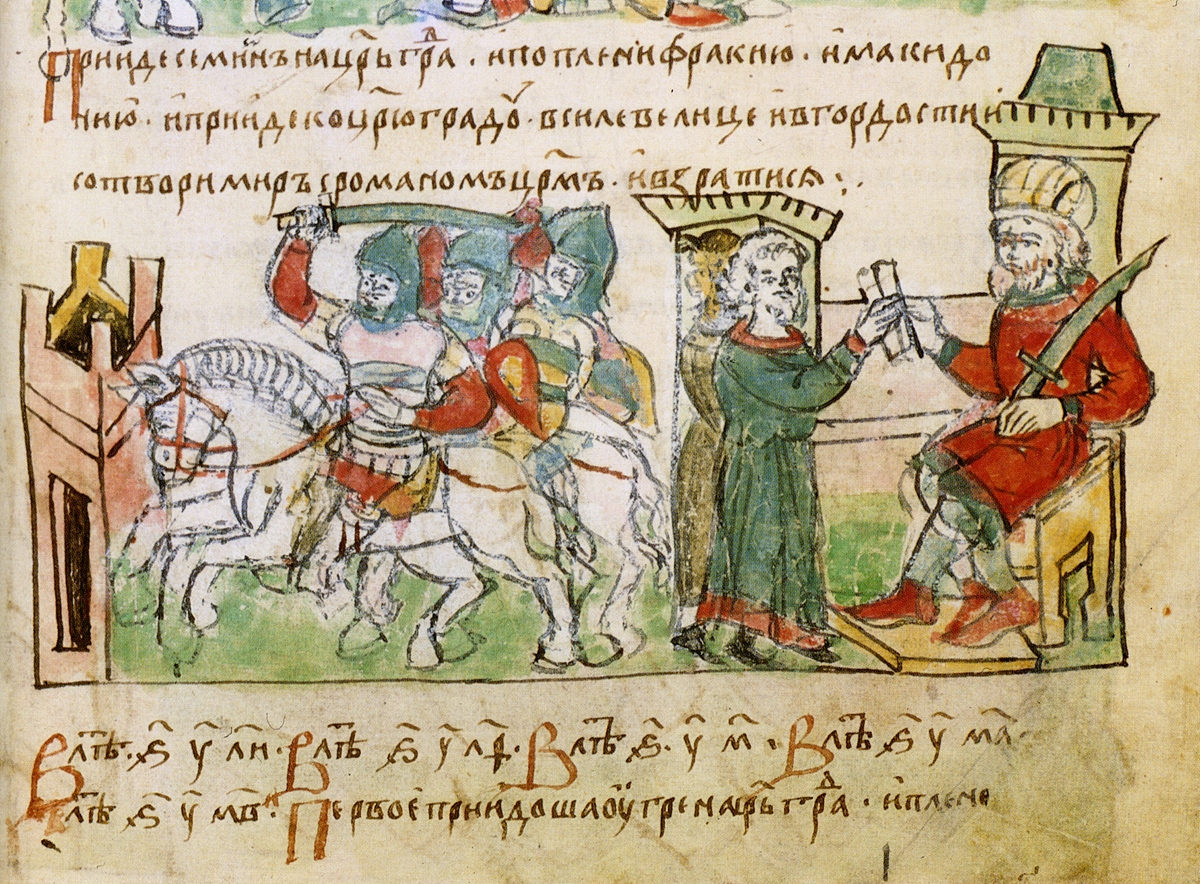
O imperador bizantino Romano I Lecapeno negociando com Simeão I da Bulgária c. 922-924
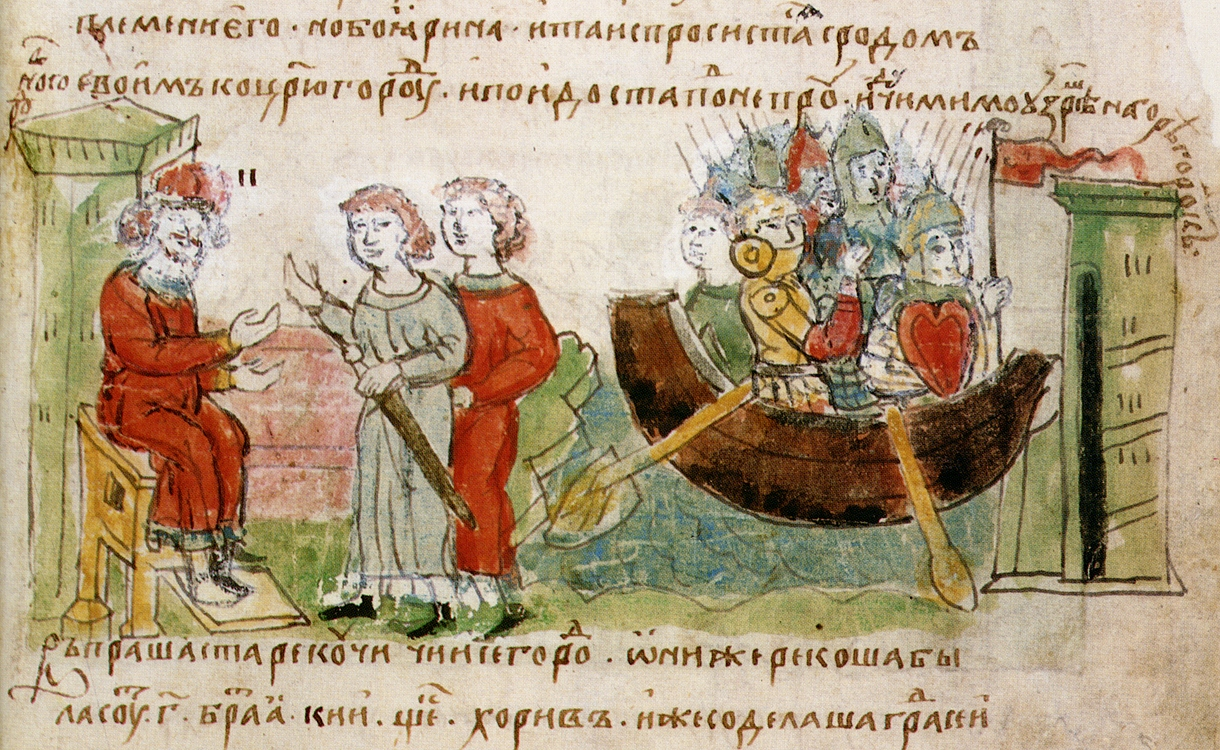
Askold e Dir pedem autorização de Rurik para atacar Constantinopla
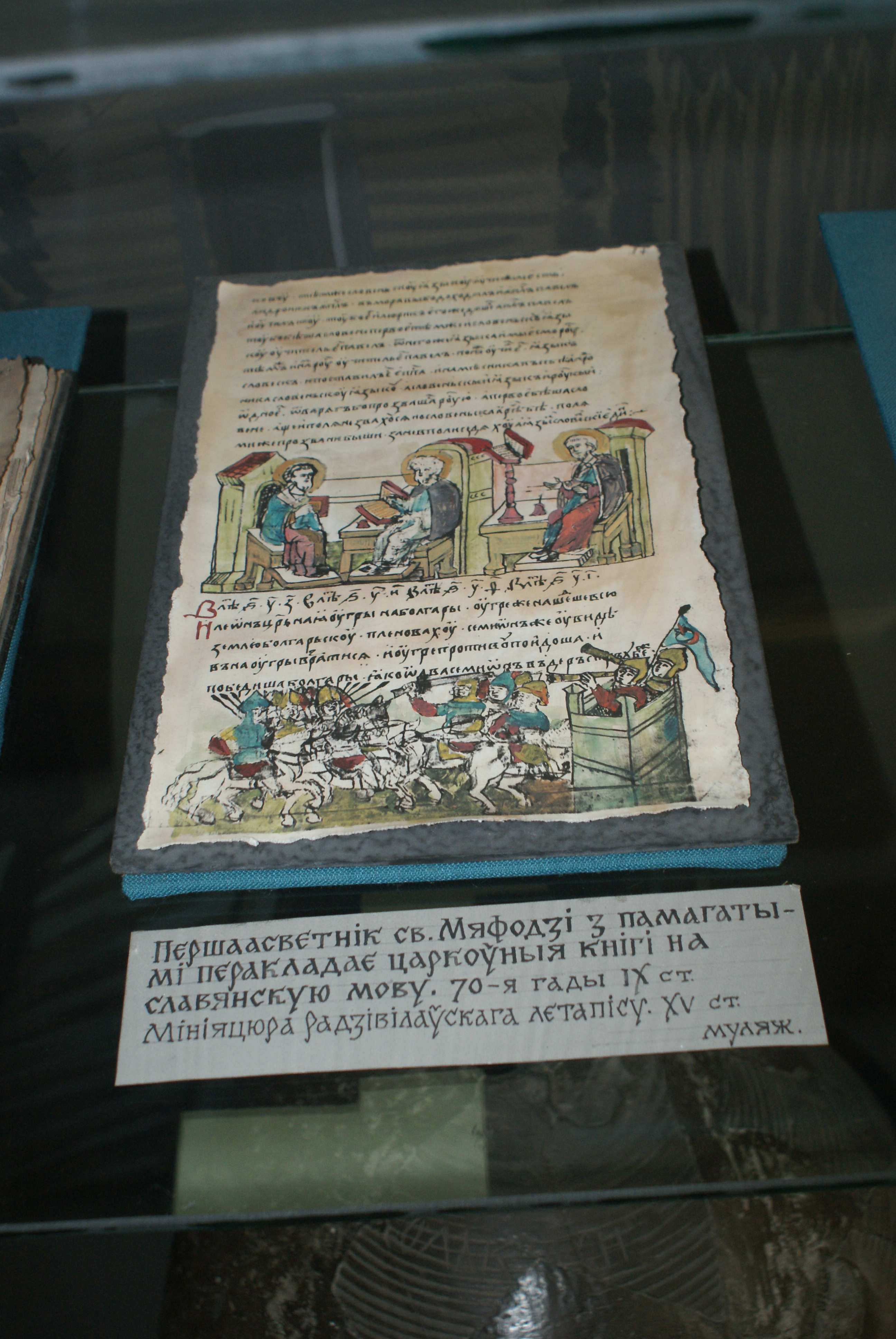
Um dos fólios em exibição